# 37-я отдельная бригада морской пехоты
37-я отдельная бригада морской пехоты (укр. 37-та окрема бригада морської піхоти) (сокр. 37 ОБрМП, в/ч A4548) — тактическое соединение Морской пехоты Украины.

## История

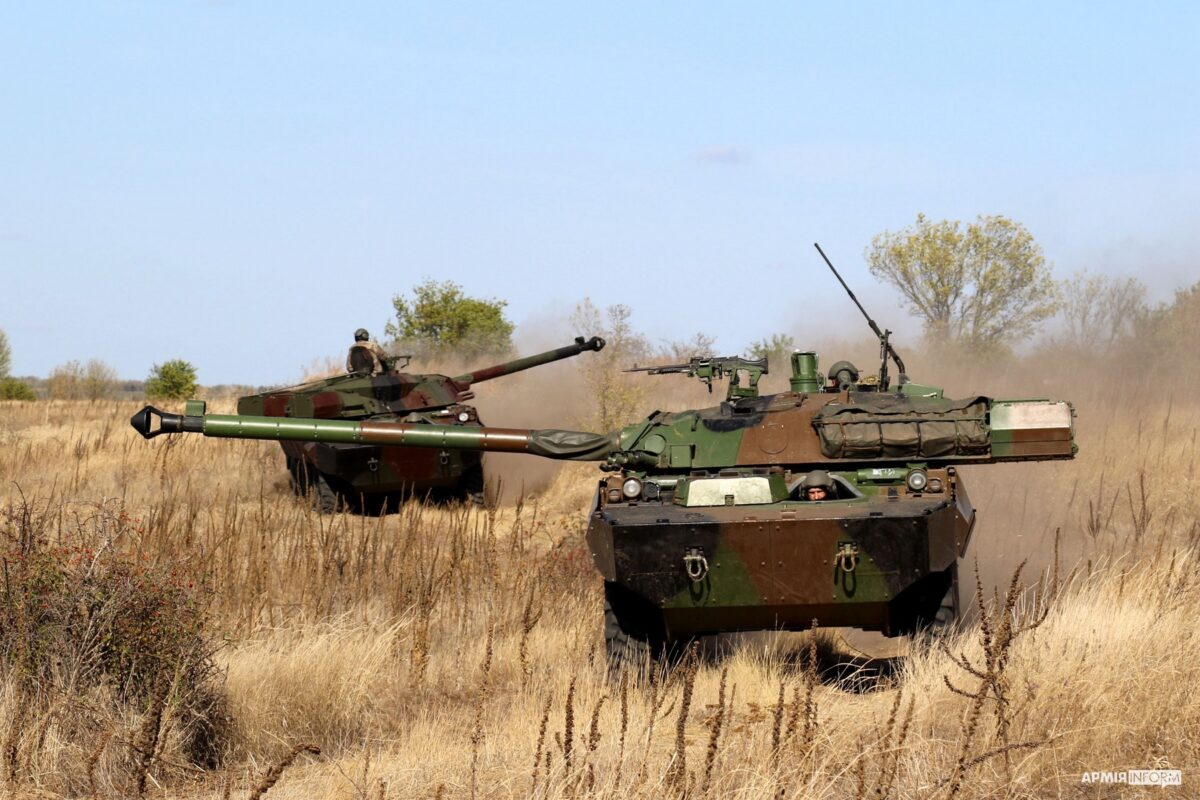
AMX-10 RC of Ukrainian 37th Marine Brigade, 15 october 2023.

Бригада сформирована в начале 2023 года в рамках подготовки к контрнаступлению Украины, в подготовке бригады участвовали инструкторы из стран НАТО. В состав бригады вошли некоторые ветераны из 36-й отдельной бригады морской пехоты. Принимала участие в контрнаступлении, где действовала на южнодонецком (великоновосёлковском) направлении, где действовала вместе с тремя другими бригадами морской пехоты (35-й, 36-й и 38-й отдельными бригадами морской пехоты), участвовала в освобождении ряда населённых пунктов в долине реки Мокрые Ялы. Позднее бригада принимала участие в боях в Херсонской области.
4 сентября президент Украины Владимир Зеленский посетил расположение бригады и вручил награды солдатам и офицерам.
24 февраля 2024 года Владимир Зеленский посмертно наградил орденом «Золотая Звезда» Героя Украины лейтенанта бригады Олега Буяло, погибшего 13 июня 2023 года в районе посёлка Великая Новосёлка.

## Вооружение
Бригада вооружена переданными Францией боевыми бронированными машинами («колёсными танкам») AMX-10RC, переданными США MRAP Oshkosh M-ATV, переданными Великобританией MRAP Mastiff и Husky, а также гаубицами Д-30 и САУ «Гвоздика». Благодаря небольшому весу единиц техники бригады, она хорошо подходит для форсирования рек и других водных преград. Также на вооружении бригады стоят M1152A1 Humvee, оснащённые ракетами LAND-LGR4 с лазерным наведением, способные поражать наземные и воздушные цели.

## Потери
14 июня бригада потеряла повреждёнными первые два AMX-10RC. В результате артиллерийского обстрела машины потеряли подвижность и были оставлены экипажем. В начале контрнаступления в июне в самых первых боях бригада была встречена очень плотным артиллерийским огнём и понесла значительные потери в живой силе (убитыми и ранеными).

## Отличившиеся воины
- Олег Буяло (2024)